# Ingerophrynus biporcatus
Espèce
Synonymes
- Bufo biporcatus Gravenhorst, 1829
- Bufo cavator Barbour, 1911

Statut de conservation UICN

 LC  : Préoccupation mineure
Ingerophrynus biporcatus est une espèce d'amphibiens de la famille des Bufonidae.

## Répartition
Cette espèce est endémique de l'Indonésie. Elle se rencontre jusqu'à 700 m d'altitude dans la partie sud de Sumatra, à Java, à Madura, à Bali et à Lombok.
Elle a été introduite à Sulawesi.

## Description

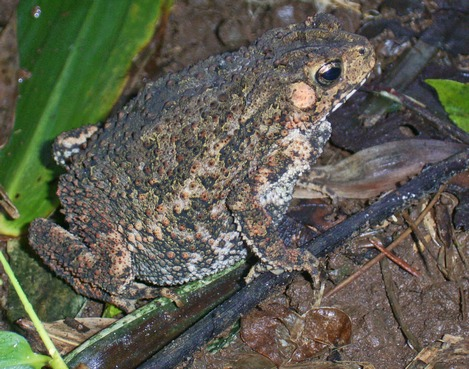
Ingerophrynus biporcatus

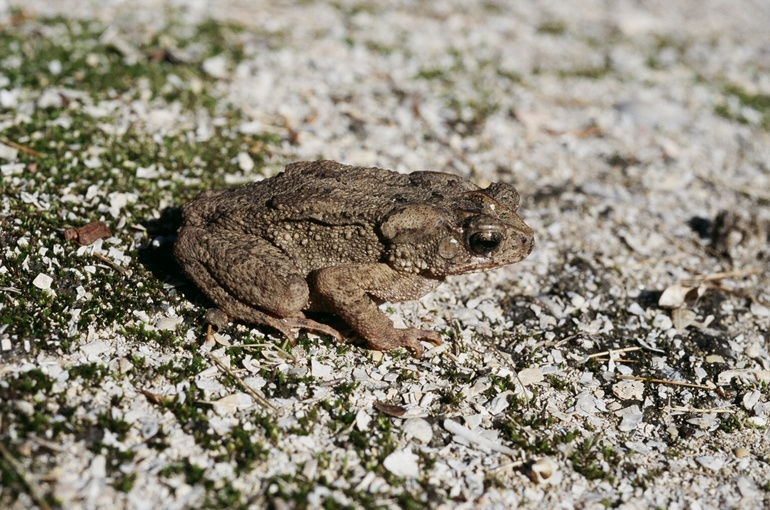
Ingerophrynus biporcatus

Les mâles mesurent de 55 à 70 mm et les femelles de 60 à 80 mm.

## Publication originale
- Gravenhorst, 1829 : Deliciae Musei Zoologici Vratislaviensis (Reptilia Musei Zoologici Vratislaviensis. Recensita et Descripta). Fasciculus Primus, continens Chelonions et Batrachia: I-XIV. Leopold Voss, Leipzig (texte intégral).